# Fernando Picun
Fernando Picun (Montevideo, 1972. február 14. –) uruguayi válogatott labdarúgó.

## Nemzeti válogatott
A uruguayi válogatottban 9 mérkőzést játszott.
A uruguayi válogatott tagjaként részt vett az 1999-es Copa Americán.

## Statisztika
| Uruguayi válogatott | Uruguayi válogatott | Uruguayi válogatott |
| Időszak             | Mérk.               | gól                 |
| ------------------- | ------------------- | ------------------- |
| 1996                | 2                   | 0                   |
| 1997                | 0                   | 0                   |
| 1998                | 0                   | 0                   |
| 1999                | 7                   | 0                   |
| Összesen            | 9                   | 0                   |